# Казимське князівство
Казимське князівство — хантське територіально-родове об'єднання в басейні р. Казим (сучасні землі Бєлоярського району Ханти-Мансійського автономного округу). Було залежним від Сибірського ханства. У 1593 році підкорено Московським царством та перетворено на Казимську ясачну волость.

## Історія
Створення його сходить до XIV ст. У XVI ст. до складу Казимского князівства входили три містечка: Казим-вош, що було столицею, Мазан-вош (поблизу гирла річки Казим), Кель-Чикар (Кельса-лор-вош), Хуллор-вош (Черікор), Вут-вош та Вангр-вош (у 1580-х роках вже припинило існування). Казимське князівство зазнало впливу сибірських татар, самі казимські князі нерідко називалися мурзами.
Перша згадка про князівську династію Казима пов'язано з кодським князем Молданом, коли той у 1483 році боровся проти великого князівства Московського. Проте Казимське князівство зберегло незалежність. Ймовірно Молдан був родичем казимських князів. У 1499 році після походу московських воєвод казимці визнали владу Московії, проте 1500 році повернуло собі незалежність.
У 1557 році московський уряд звернувся з вимогою до казимського князя Певгея сплачувати ясак до московської скарбниці. У 1563 році Певгей визнав владу Кучума, володаря Сибірського ханства. після поразки останнього у 1582 році від військ Єрмака. Після наступу у 1585–1586 роках воєводи Івана Мансурова на північні князівства Югри, у 1586 році князь Сенгеп визнав в котрий раз владу Московії, зобов'язався сплачувати ясак у м. Вимь та не протидіяти християнству.
У 1593 році, після заснування Березовського острогу, центр князівства, Казим-вош, було захоплено московитами. В результаті князівство втратило свою незалежність і стало Казимськой ясачною волостю. Однак на чолі його продовжували стояти князі або мурзи. З цього часу ясак стали возити в Березово, платили 4 сорока (тобто 4 рази по сорок) соболів та 2 чорні лисиці.
Казимці піднімали в XVII ст. повстання, найзначнішим з яких були повстання 1607 року, коли Богдан, син князя Сенгепа, підтримав повстання князів Василя Обдорського та Шатрова Ляпинського, але був переможений та страчений; 1663 року, коли казимська знать підтримала спробу обдорського князя Єрмака Мамрукова позбавитися гніта Москви.
У 1628–1629 роках в колишньому Казимському князівстві налічувалося 100 ясачних людей. Але вплив казимських остяків поширювалося і на сусідні племена кунної самояді (тобто лісових ненців), з якими у них були торговельні зв'язки. Пізніше московський уряд поклав на казимських князів обов'язок збирати данину з цих ненців.

## Казимські князі
- Певгей (1550-ті)
- Сенгеп (1570-1590-ті)
- Богдан Сенгепов (?-1607)
- Юван Ладикін (1607-?)
- Билдан Юванов
- Акша Билданов (?-1663)
- Райдук Акшин (1663–1691)
- Юзор Райдукін (1691-?)
- Дмитро Юзоров
- Сетанзій Юзоров
- Степан Сетанзієв (1753-?)

## Казим у сучасності
У 1931–1934 роках тривало Казимське повстання, пов'язане із більшовицькими перетвореннями у житті корінних народів, що проводилися Казимською культбазою.